# Svandammen, Uppsala

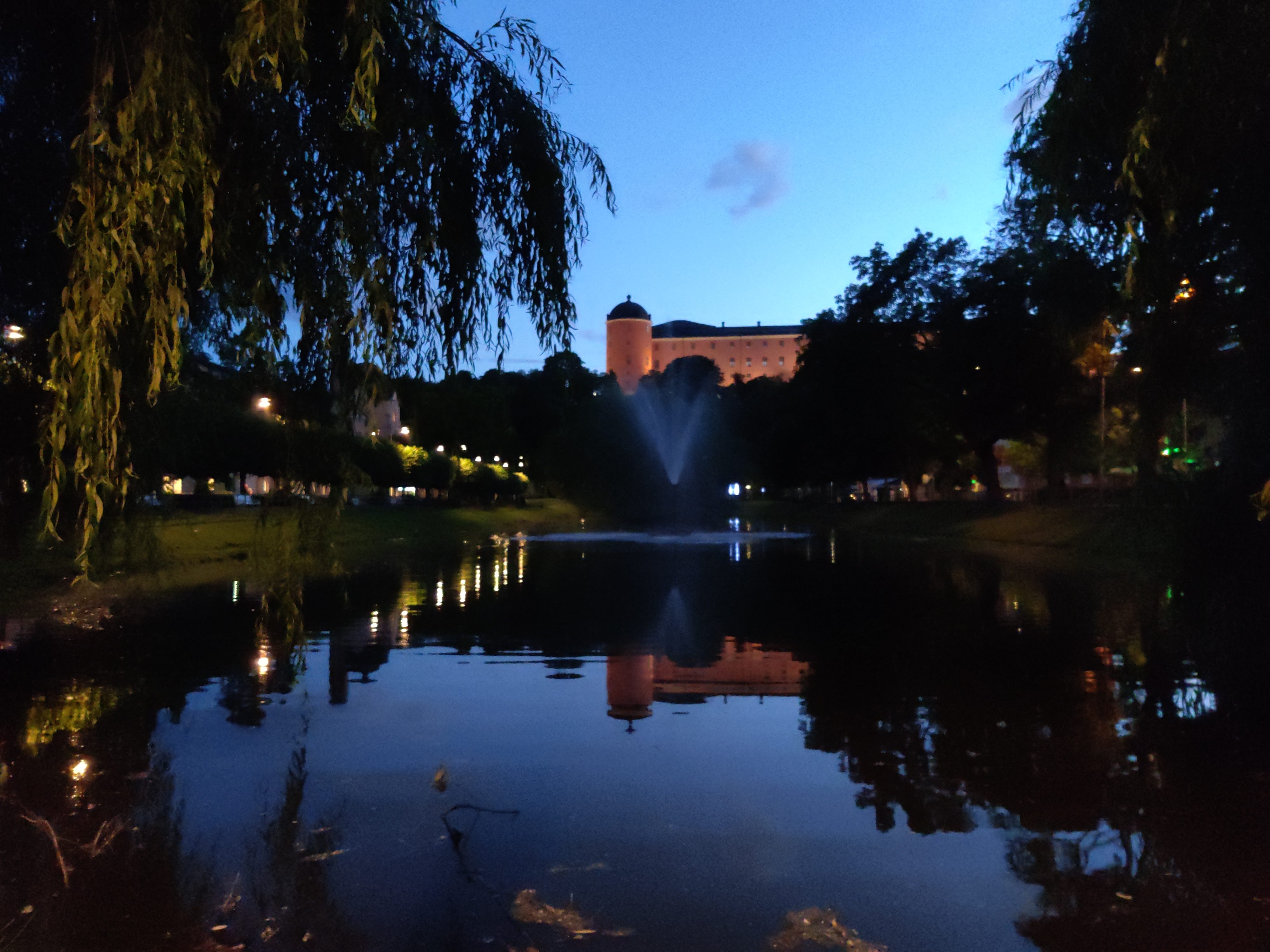
Svandammen år 2020.

Svandammen är en damm i centrala Uppsala nedanför Uppsala slott, direkt väster om Fyrisån. 
I dammen finns en fontän och en liten ö som fungerar som skydd och häckningsplats för Svandammens fåglar.

## Historia

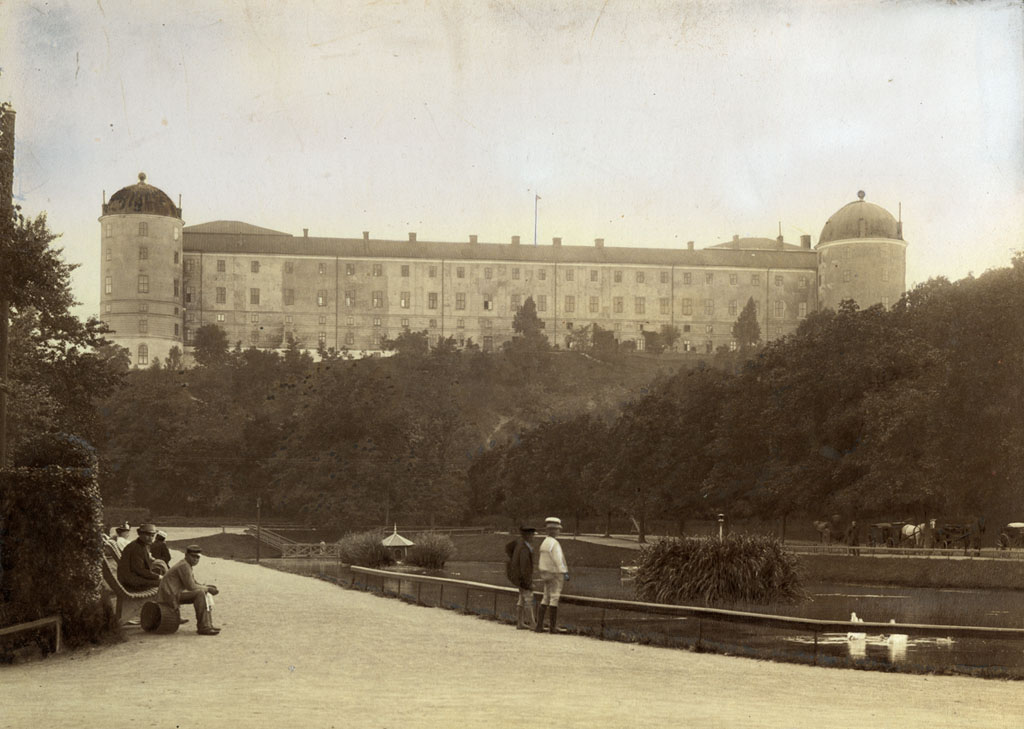
Svandammen på 1890-talet.

Dammen anlades på 1540-talet som en del av en slottspark tillhörande Uppsala slott. Under 1800-talet var området ett av Uppsalas populäraste promenadstråk, och vid Svandammen ligger även den anrika restaurangen Flustret och konditoriet Fågelsången.
Under större delen av 1800-talet hette dammen Kungsdammen, för att på 1886 års stadsplan heta Slottsdammen. Det namnet förekommer även i 1961 års stadsplan, dock användes namnet Svandammen även tidigare.

## Bilder

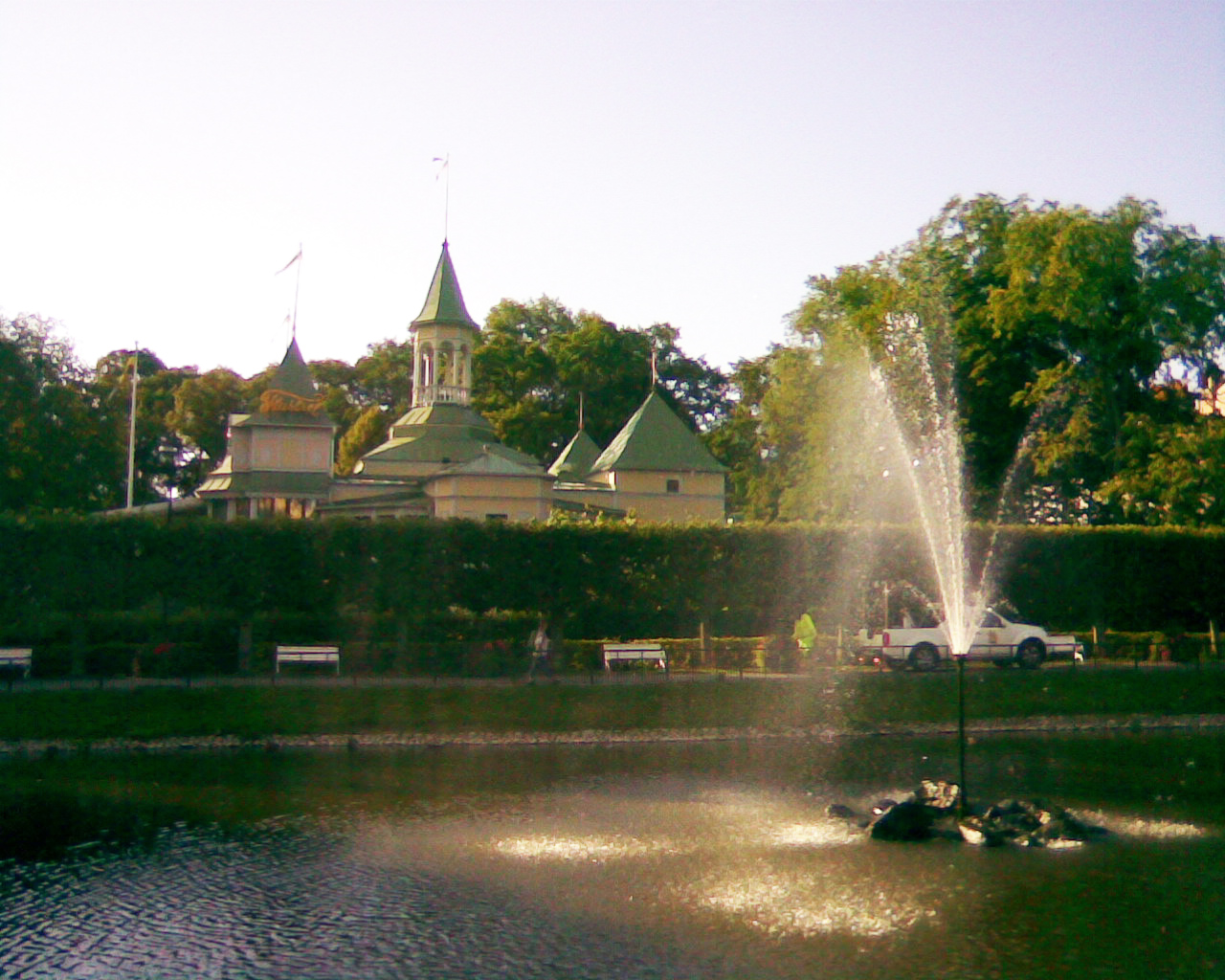
Svandammen med Flustret
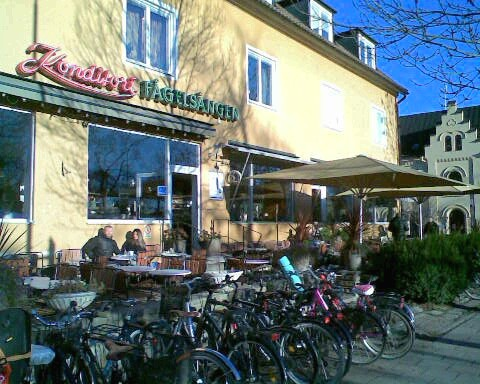
Konditori Fågelsångens entré
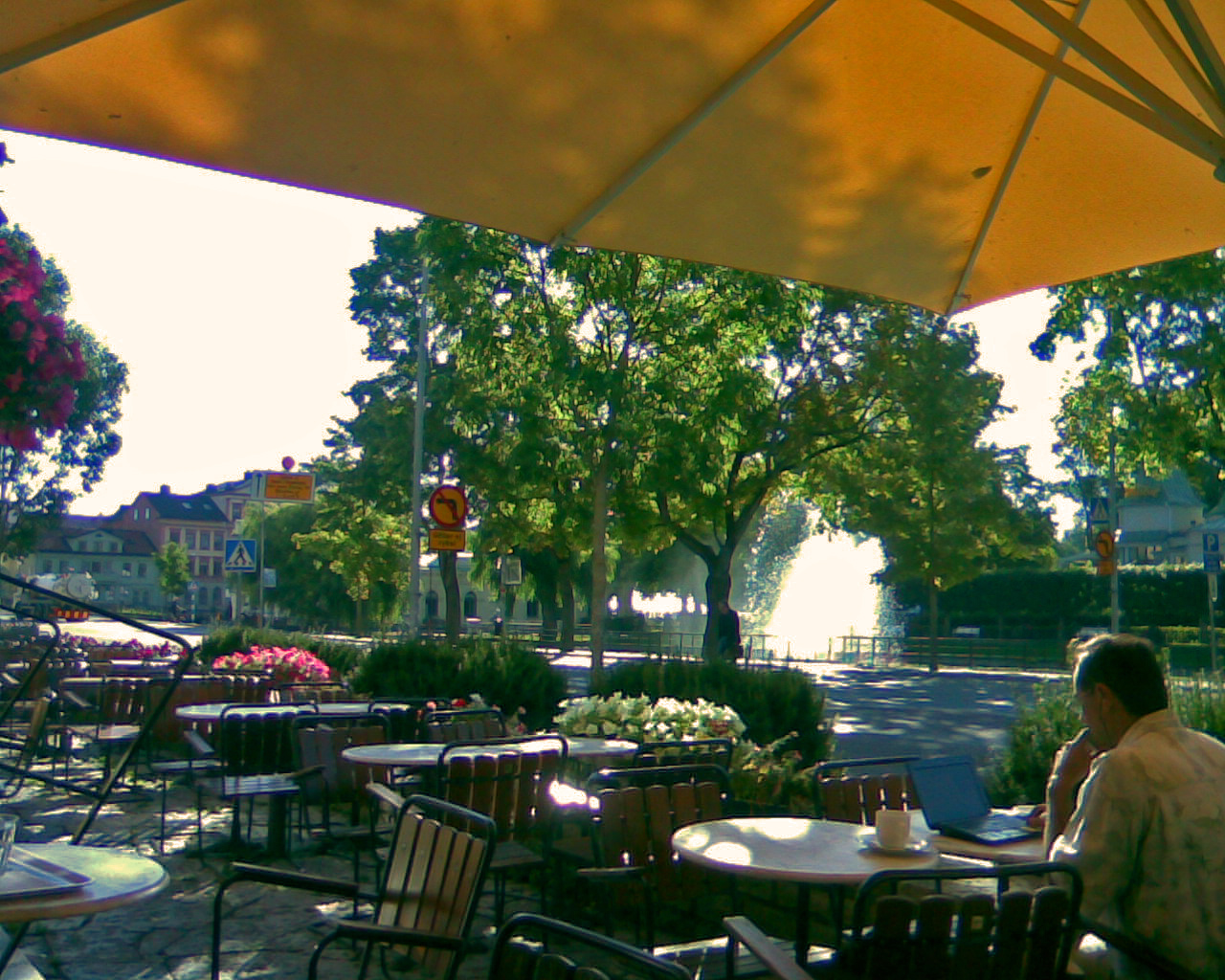
Fågelsångens uteservering